# 品川無線
品川無線株式会社（日本語: しながわむせん, ラテン文字転写: SHINAGAWA MUSEN Co.,LTD.）は、オーディオ製品の開発製造企業である。グレース (Grace)というブランド名で、レコードプレーヤー関連のトーンアーム、カートリッジ等の製品を開発製造している。
創業者によるところ、創業当初に米国グレイ社(Gray)の製品を手本に製品開発をはじめたことからグレース(Grace)というブランド名にしたという。

## 本社所在地
本社は東京都品川区東大井3丁目にある。最寄駅は京急本線の立会川駅および鮫洲駅で、第一京浜沿いに貸し店舗や貸事務所を兼ね添えた本社ビルがある。

## 創業者
品川無線の創業者朝倉昭はAudio Engineering Society (AES) 日本支部の創始者でもあり、業務用フォノカートリッジ並びにトーンアームを開発実用化や、数々の規格策定に貢献などの業績から2004年にAES Fellow Memberに承認され翌2005年の The 2005 AES in Barcelona において Fellowship受賞。なお著作については、〔朝倉昭「ピックアップ」『日本音響学会誌』第28巻第8号、日本音響学会、1972年8月、438-443頁、ISSN 03694232、NAID 110003107939。〕などがある。

## 販売形態
1970年代頃から店舗在庫の圧縮し効率化を図るために、顧客へのダイレクトメールを中心にした本社直販を主力とする販売形態に移行した。店頭販売においては秋葉原の木村無線でグレース・ブランド製品の取り扱いをしている。
グレースの新製品発表は大阪と東京のコンサートホールで行われるのが毎年の恒例であったが、1990年代頃からは開催されていない。

## 製品
製品としてはNHK放送技術研究所との共同開発のMM型カートリッジF-8Lで有名なほか、カートリッジにおいては長年夢の素材とも言われたボロンやベリリウムを用いたカンチレバーのカートリッジをF-8の後継シリーズであるLevel IIにおいて1980年代頃に商品化することに成功している。Level IIにおいては海外のオーディオ雑誌からも「MM・MC論争の終結 "Best of the MM"」と評されるなど、評価を受けている。並びに業務用トーンアームにおいては放送局への納入実績がある。

### トーンアーム
コンシュマー向け製品は14インチ(35cm)用のトーンアームに長さが統一されている。他に、業務用向けには16インチ(40cm)用のトーンアームを製作している。（トーンアームのコネクタはメスになっており、）DINコネクタのオス/メスが他社のトーンアームとは逆なのでグレースのトンアームであるかはコネクタを見ると容易に判別できる。モデル番号の末尾にFがついている製品は4チャネルレコード再生向け低容量ケーブル採用。G-500シリーズよりアームベース部品の共通化が行われている。
- G-120 ビスカス・ダンプト・トーンアーム。モノラル用。グレイ型に近いが、ヘッドシェルを取り外すことができる。
- G-180B ビスカス・ダンプト・トーンアーム。モノラル用。グレイ型。
- G-240 ステレオ・バランス・トーンアーム。
- G-440 ウェイト式ストレート型。専用ヘッドシェル交換式
- G-445 ウェイト式ストレート型。ヘッドシェルは440と共通
- G-540 ウェイト式J字型。
- G-545F ウェイト式S字型。4チャネルレコード再生向け低容量ケーブル採用。
- G-660P 業務用16インチ仕様。
- G-707 軽量ストレート型。ラッカーマスター験聴向け。
- G-704 ワンポイントオイルダンプ式ストレート型。肉抜きされたアルミ製角型パイプのアームがユニーク。カートリッジ取り付け版はG-714と共通。
- G-714 ワンポイントオイルダンプ式ストレート型。木製のアームがユニーク。カートリッジ取り付け版はG-704と共通。
- G-727 超軽量ストレート型。
- G-747 G-727の後続モデル。超軽量ストレート型。
- G-840 インサイドフォースキャンセラー機構S字型。G-860を14インチ仕様にしたモデル。コンシュマー向けのハイエンド。
- G-860 インサイドフォースキャンセラー機構S字型。業務用16インチ仕様。
- G-945 G-940の後続モデル。ワンポイントオイルダンプS字型。コンシュマー向けのハイエンド。

### カートリッジ
カートリッジは高出力MC型も一部あるが主にMM型が主力商品である。
カートリッジが梱包されていたプラスチック・ケースはEP盤のスピンドルアダプタとして再利用できる。

#### F-2 シリーズ
MI型モノラルカートリッジ。当時主流だったピカリングのカートリッジを模している。

#### F-3 シリーズ
MI型モノラルカートリッジ。F-2のリファイン版。

#### F-45 シリーズ
日本初のステレオMCカートリッジ。ノイマン社の検盤用カートリッジDSTを模したもの。

#### F-5 シリーズ
当時の最新方式だったMM型をいち早く採用したステレオカートリッジ。

#### F-6 シリーズ
F-5の後継機で交換針は互換性がある。標準仕様の濃緑色と廉価版の薄茶色の2種類のボディ、0.5mil・0.7mil・楕円の3種類の針が存在する。
- F-6D 0.7mil丸針 濃緑色ボディ
- F-6H 0.5mil丸針 濃緑色ボディ
- F-6Eα 0.3×0.7mil楕円針 濃緑色ボディ
- F-6AD 0.7mil丸針 薄茶色ボディ
- F-6AH 0.5mil丸針 薄茶色ボディ

#### F-7 シリーズ
本格的に軽針圧対応としたシリーズ。ヴァーティカル・トラッキング・アングルをカッティングマシンに合わせた15度とし、当時出始めたクランプ式交換針を採用している。交換針は0.3mil・0.5mil・楕円の3通りのラインナップがあった。
- F-7H 赤色クランプ 0.5mil丸針
- F-7M 白色クランプ 0.3mil丸針
- F-7Eα 黒色クランプ 0.3×0.7mil楕円針

#### F-8 シリーズ
MM型カートリッジ。
NHK放送技術研究所と共同開発されたカートリッジとしても知られており、従来のMM型カートリッジ製品（同社製品F-7など）にはなかった「交換針で音を変える」という概念を生み出した製品である。
交換針クランプを交換することによって音色に多彩なバリエーションがある。
また、国立科学博物館産業技術史資料情報センターの「産業技術の歴史」研究のデータベースにもリストアップされている。
- F-8D 緑色のクランプ。業務用。放送局用0.7milコニカル針を用い、針圧2～5gr程度で使用できるように設計。モノラル用など各種用意された。周波数特性20(Hz)-20(kHz)±2dB
- F-8H 赤色のクランプ。丸針。コストダウンを計り、業務用で多く使用された。コニカル針を用い、針圧1～3gr程度で使用できるように設計。周波数特性20(Hz)-25(kHz)
- F-8L NHK放送技術研究所と共同開発。アルミ・カンチレバー。独自の楕円針「ルミナル・トレース」を採用（その後のシリーズ製品も基本楕円針はこのルミナル・トレースを使用）。周波数特性5(Hz)-35(kHz)
- F-8L´10 透明クランプ（「’１０」の刻印入り）。NHK放送技術研究所と共同開発からの１０周年記念モデル。アルミ・カンチレバー。Level II発表後もF-8シリーズで唯一カタログに掲載されつづけたロングセラーモデル。
- F-8C 透明クランプ。F-8Lをクラシック向けに繊細にチューンしたモデル。F-8Cのみクランプ、本体の形状が異なる。周波数特性5(Hz)-35(kHz)
- F-8M 茶色のクランプ、白色のボディ上面。F-8Lに音楽性をプラスした、ジャズ向きとカタログには説明されていた。周波数特性5(Hz)-35(kHz)
- F-8E 黄緑色のクランプ、メッキのボディ上面。F-8F相当の超軽量カンチレバー採用。特殊楕円針。周波数特性10(Hz)-45(kHz)。
- F-8F シバタ針。青クランプ、メッキのボディ上面（初期は前面にDISCRETE4と印字あり）。超軽量カンチレバー採用。コンプライアンス25(-6cm/dyne・Sec)。周波数特性10(Hz)-50(kHz)。4チャネルレコード再生向け。
- F-8V グレイのクランプ。80年代に発売されたF-8最終モデルで、それまで最高値だったF-8Fより高価だった。更に繊細さを追求すべく極薄テーパードアルミカンチレバーを採用。

90年代に入ってこれらの製品／交換針の生産は終了したが、F-8を愛するユーザのために接合針を使ったスタイラスを提供する等、努力を続けている。

#### F-21 シリーズ
廉価版カートリッジ。

#### F-9 シリーズ
円盤型マグネットを採用したF-8シリーズの改良型。F-8シリーズに対してF-9シリーズは上位機種という商品設定。F-8シリーズとF-9シリーズでは交換針クランプの形状が異なる。
交換針の種類はF-8シリーズと同様。

#### F-10 シリーズ
MC型カートリッジ。
高出力でプリプリアンプや整合トランスなしにコントロールアンプのフォノ入力に接続して使用できる。

#### F-11 シリーズ
MC型カートリッジ。海外向け。

#### F-12 シリーズ
ルビー、ダイヤモンドなど宝石鉱物をカンチレバーの素材として用いた製品を発表。

#### Level II シリーズ
F-8シリーズの後継シリーズ。旧F-8シリーズの交換針クランプと互換性がある。
一般的なステレオ用のほかに、モノラール用カートリッジも製作された。発電系に高純度無酸素銅(OFC)、線形結晶無酸素銅(LC-OFC)採用。海外のオーディオ雑誌から「MM・MC論争の終結 "Best of the MM"」と評される。ラッカーマスター験聴向けにカーボン製クランプの製品を開発。
本体ケース内が樹脂充填されたモールド構造となっているのがF-8ボディとの音質上の大きな違いとなっている。固まる際にヒケや歪みを起さない樹脂が手に入ったのが実現の鍵だった。後にこの技術をF-9ボディにも導入しF-14が発表される。また創業者によるところ、LC-OFCモデルでは折角のLC構造を壊さないよう巻線機の速度を落としたという。
- Level II AL アルミカンチレバー
- Level II RB ルビーカンチレバー(クランプ色：赤)
- Level II BE ベリリュウムカンチレバー
- Level II BR ボロンカンチレバー(クランプ色：オレンジ)
- Level II SA サファイヤカンチレバー(クランプ色：透明)
- Level II RC レアセラミックカンチレバー
- Level II SP SP盤用スタイラス
- Level II DISCO ディスコミュージック向けにカンチレバー強度の強化
- Level II AL/MR アルミカンチレバー マイクロリッジ針
- Level II RB/MR ルビーカンチレバー マイクロリッジ針
- Level II BE/MR ベリリュウムカンチレバー マイクロリッジ針
- Level II BR/MR ボロンカンチレバー マイクロリッジ針
- Level II SA/MR サファイヤカンチレバー マイクロリッジ針

#### F-14 シリーズ
F-9 シリーズの後継シリーズ。旧F-9シリーズの交換針クランプと互換性がある。
Level IIシリーズに対してF-14シリーズは上位機種という商品設定。
交換針の種類はLevel IIシリーズと同様。

#### Asakura シリーズ
- Asakura's One MC型
- Asakura's Two F-12シリーズをベースとしたMM型

#### 60周年記念モデル
2009年創立60周年記念を記念して交換針などを、従来製品のユーザー登録者に限定した販売が本社で企画された。
- US-8 Premium Limited スカイブルー色クランプ、F-8シリーズ40周年記念モデル、周波数特性20～60000Hz、スーパールミナルトレース針。
- US-8LTD カーボンブラック色クランプ、F-8丸型カーボンクランプ採用、マイクロリッジ針。
- US-8E 黄緑色クランプ、F-8E相当の交換針、周波数特性20～45000Hz、楕円針。
- US-8C クリア色クランプ、F-8C相当の交換針、周波数特性20～40000Hz、楕円針。
- US-8LS ダークグレー色クランプ、F-8の欧州輸出モデル相当の交換針、周波数特性20～48000Hz、特殊楕円針。
- US-8MR オレンジ色クランプ、F-8/Level IIの交換針、周波数特性20～50000Hz、マイクロリッジ針。
- US-14MR オレンジ色クランプ、F-9/F-14の交換針、周波数特性20～50000Hz、マイクロリッジ針。
- US-8II クリア色クランプ、Level IIのALの後続モデルに相当する基本的な交換針、周波数特性20～50000Hz、楕円針。
- US-14IIa クリア色クランプ、F-14ALの後続モデルに相当する基本的な交換針。周波数特性20～55000Hz、楕円針。
- US-14(cf) カーボンブラック色クランプ、US-14IIaのクランプをカーボン製にしたモデル。
- US-8VII ダークグレー色クランプ、F-8Vのリニューアルモデルに相当する交換針、周波数特性20～43000Hz、楕円針。
- US-8Musica オレンジ色クランプ、欧州代理店との共同開発で、F-8Cの繊細さとF-8Mの華やかさを加味した音色を目指した交換針、周波数特性20～40000Hz。

### アクセサリ
アクセサリには、針圧計、クリーナ、ヘッドシェル、静電カーボンブラシ、LC-OFC採用のケーブル等の製品がある。ヘッドシェルは、取り付け／取り外し時に発生するノイズ対策を配慮して4極あるピンコンタクトの長さをそれぞれかえてある。とくにアース側のピンコンタクトが少し長めになっている。

## 特許
品川無線では以下の特許が出願されている。
- JP 52053404, 目黒 弘, "PICKKUP CARTRIDGE", published 1977-04-30
- JP 3083601, NAYA SHIGEO; KONAKAWA KAZUO, "PICKUP ARM", published 1978-07-24
- JP 53090903, 目黒 弘, "PICKUP CARTRIDGE", published 1978-08-10
- JP 60028439B, 目黒 弘, "PICKUP CARTRIDGE", published 1985-07-04
- JP 1304099, 目黒 弘, "PICKUP CARTRIDGE", published 1986-02-28
- JP 53110501, 目黒 弘、MORI IBARA, "INSIDE FORCE ELIMINATOR FOR PICKUP TONE ARM", published 1978-09-27
- JP 58022802, 目黒 弘、MORI IBARA, "INSIDE FORCE ELIMINATOR FOR PICKUP TONE ARM", published 1983-05-11
- JP 1192448, 目黒 弘、MORI IBARA, "INSIDE FORCE ELIMINATOR FOR PICKUP TONE ARM", published 1984-02-29
- JP 54125002, KONAKAWA KAZUO, "PICKUP CARTRIDGE", published 1979-09-28
- JP 55108904, KONAKAWA KAZUO, "VIBRATOR OF PICKUP CARTRIDGE", published 1980-08-21
- JP 56068100, YOSHINO TAIJI, "MOVING COIL TYPE CARTRIDGE", published 1981-06-08
- JP 56083199, YOSHINO TAIJI, "PICKUP CARTRIDGE", published 1981-07-07
- JP 58075397, YOSHINO TAIJI, "STYLUS HOLDER OF STEREO PICKUP", published 1983-05-07
- JP 58207792, TAYAMA AKIRA,朝倉 昭, "REPRODUCING SYSTEM OF MONAURAL RECORDING DISC", published 1983-12-03